# Utrera
Utrera è un comune spagnolo di 50 665 abitanti (2009) situato nella comunità autonoma dell'Andalusia. Situato nella provincia di Siviglia, Utrera è il secondo comune più grande della suddetta comunità ed è città onoraria del flamenco. Fa parte della comarca di La Campiña ed è a capo del partido judicial al quale appartengono i comuni di El Coronil, Los Molares, Los Palacios y Villafranca, El Palmar de Troya e Utrera stesso.
Possiede un patrimonio monumentale importante e tutto il centro storico è dichiarato Bene di Interesse Culturale in qualità di Complesso Storico-Artistico dal 2002.
La città è considerata una delle culle storiche del flamenco e un luogo di riferimento per quanto riguarda l'origine del toro bravo; nel territorio comunale esistevano infatti diversi allevamenti di bestiame famosi. È notevole anche l'allevamento equino che dà cavalli di prestigio riconosciuto.

## Storia

### Preistoria
Non esistono fonti affidabili che determinano esattamente le origini della città. Nella sua opera «Convento Jurídico de Sevilla» Rodrigo Caro assicura che la sua fondazione data l'anno 2637 dalla creazione del mondo.
Nel territorio comunale di Utrera sono stati trovati numerosi resti archeologici: idoli, asce, punte di freccia, ceramiche, così come diversi utensili di pietra che palesano la presenza dell'uomo dai tempi preistorici. È degno di nota il ritrovamento di monumenti funerari della cultura megalitica che ebbe luogo tra il Neolitico e l'Eneolitico prolungandosi fino all'Età del bronzo – circa 2500 a.C. – e all'Età del ferro – circa 800 a. C. – .
Nel luogo conosciuto come La Piedra Incada, a qualche chilometro a est del centro urbano, si trova un grande monolito lavorato grezzamente che probabilmente è una traccia dell'esistenza di qualche tipo di cultura megalitica. È particolarmente imponente il giacimento situato nella zona chiamata Cruz del Gato, conosciuta anche come Las Arcas de Troya, collocata a circa 1500 metri dal centro della città in direzione nordovest. Nel 1949, si trovarono nel suddetto luogo una serie di pietre di silice e precedentemente alcune asce levigate. Nel 1950, una serie di scavi realizzati in modo più approfondito portò allo scoperto un dolmen, o sepolcro di corridoio, del quale si conservava una camera circolare di 2,70 metri di diametro, così come un corridoio che avrebbe avuto tra i 3,50 e 4,00 metri di lunghezza. Di questa costruzione si manteneva intatta una delle pareti di pietra, mentre i resti dell'altra non superavano i 2,15 metri di larghezza. A circa quaranta metri in direzione ovest si trovò un altro dolmen di dimensioni maggiori. Più tardi, entrambi furono spostati dal loro luogo originale: il primo fu completamente distrutto e l'altro fu regalato dal proprietario al collegio Salesiano di Utrera e ricostruito nei giardini di quest'ultimo.
Posteriormente si realizzarono diversi scavi come conseguenza dello sfruttamento di una cava di calce. Durante questi scavi, si rivelò l'esistenza di una necropoli neolitica nella zona appartenente ad un gruppo umano di dimensioni significative. Sono stati trovati numerosi resti umani, oltre a utensili, tra i quali spiccano numerosi cucchiai di silice, raschietti, asce, resti di vasi e un piatto perfettamente conservato. Tutta la ceramica trovata in questa zona è di argilla scura con particelle di mica brillante e non è tornita né decorata.

### Età Antica
Ci sono tracce di un intenso commercio nella zona durante il periodo preromano. I ritrovamenti più significativi sono di origine fenicia, ma anche provenienti da Tartesso e dalla Turdetania. Nell'epoca romana si collocano i primi dati scritti sull'esistenza di popolazioni importanti nella zona.
Il Puente de Alcantarilla è una delle costruzioni più degne di nota che si conservano di questa epoca. Si tratta di un ponte a due arcate e, secondo l'iscrizione che vi era su di esso, passava sulla Vía Augusta che collegava la Betica con il nord della penisola. Vicino al ponte si innalzavano due baluardi difensivi, uno dei quali è stato recentemente restaurato. È dichiarato Bene di Interesse Culturale e Monumento Storico-Artistico dal 1931.
Nell'attuale territorio comunale di Utrera esistevano diversi insediamenti: Siarum, nella zona della Cañada, che mantiene la toponimia dell'epoca; Salpensa nel Cerro del Alcázar – vicino alla strada di El Coronil; Alice, vicino alla cascina di Torre Alocaz; Orippo, che si trova ad ovest del territorio comunale e Leptis, una fortezza riconosciuta e rinomanta ai tempi della Guerra civile romana.
All'interno del centro urbano sono state trovate due necropoli romane. La prima, nell’Olivar Alto, è datata tra il III e il II secolo a. C.; l'altra si trova vicino alla strada di Los Palacios y Villafranca e cronologicamente si colloca tra il III e il IV secolo dell'era cristiana. Osservando queste tracce e tenendo conto che nelle popolazioni romane le sepolture erano proibite dalla Lex duodecim tabularum – Legge delle XII Tavole –, si conferma che l'attuale centro urbano di Utrera sarebbe in epoca romana un campo di coltura, ricco di frumento, vite e olivi. I pochi e discontinui resti di costruzioni trovate dovrebbero corrispondere a case di campagna o a industrie che avevano bisogno dell'acqua per il loro funzionamento. Questa ipotesi è rafforzata dalla vicinanza dei resti al corso d'acqua attualmente conosciuto come Calzas Anchas. Questa distribuzione non deve essere considerata strana, dato che in epoca romana questa zona era una regione molto ricca e piena di poderi. La popolazione di Hispania sfiorava allora i dodici milioni di abitanti e si concentrava particolarmente nella Betica.
Da queste abitudini agricole si deduce l'origine del toponimo Utrera, proveniente da uter, luogo o industria di otri per contenere olio e vino.
In epoca romana, la città era nota come Castra Vinaria.

### Medioevo
Sono stati trovati resti di sepolture visigote dell'epoca paleocristiana, come dimostrano le lapidi e le terrecotte, gli anagrammi di Cristo presenti nelle sepolture, così come i simboli dell'Antico Testamento e le leggende allusive all'escatologia cristiana.
Non esistono molti dati riguardo all'Utrera islamica, ma la vaga presenza della popolazione nei libri della ripartizione di Siviglia denota che non ci fu una presenza araba importante. Bisogna segnalare che i resti archeologici indicano che esisteva una moschea nel luogo dove attualmente si alza la chiesa di Santa María de la Mesa.
È possibile dedurre la presenza islamica nella zona della toponimia araba dei villaggi del territorio comunale: Facialcázar (città romana di Salpensa); Alcantarilla, dall'arabo Al-qantar (ponte), probabilmente un punto difensivo di certa importanza per proteggere il traffico, fondamentalmente del bestiame, per la Vía Augusta; e Alhorín, che oggigiorno è una cascina che ancora conserva il suo nome arabo.
I primi dati di Utrera di rigore storico si trovano a partire dalla Riconquista cristiana. Nel 1253 Alfonso X realizza la ripartizione delle terre conquistate nella provincia di Siviglia. Durante l'epoca araba ci sono tracce del fatto che Utrera potrebbe essere una semplice cascina con la torre di protezione. Nel periodo cristiano, gli abitanti della zona realizzarono una serie di opere pubbliche tra le quali si trova la trasformazione della torre in castello. Tra questi abitanti si trovavano un'importante comunità ebrea e un gruppo di coloni che finirono per stabilirsi tra la popolazione, per il carattere di frontiera di questa.
Durante i secoli XIII, XIV e XV, la città ha un ruolo importante come punto strategico militare nella difesa della frontiera tra il territorio musulmano e quello cristiano.

### Età Moderna
Il XVI secolo segnò un periodo di grande prosperità per il paese di Utrera e così lo mostrano le numerose opere pubbliche intraprese in questa epoca. Si costruirono conventi, ospedali, chiese e palazzi, si urbanizzarono piazze e strade e si realizzarono infrastrutture di bonifica e di rifornimento d'acqua. Il regno di Felipe II segnò il punto culminante della ricchezza economica della località. Nel 1570, Utrera era la prima popolazione del regno di Siviglia dopo la capitale.
Nel 1649, la peste bubbonica colpì con violenza la popolazione della città. Questa epidemia e i problemi generali derivati dalla politica dei regnanti segnarono la fine dell'auge economico vissuto da Utrera nel secolo precedente.
Durante il regno di Carlos III, tra il 1759 e il 1788, ci fu un interesseparticolare nella ripopolazione della comarca e si realizzarono ingenti lavori per migliorare le infrastrutture del paese.

### Età Contemporanea
Durante la Guerra d'indipendenza spagnola, le truppe francesi occuparono Utrera. Questo fatto causò danni sia alla popolazione sia all'architettura, lasciando la città in una situazione difficile.
Con il mandato del sindaco Clemente de la Cuadra (1842), si realizzarono grandi opere pubbliche, come il selciato e la fognatura delle principali vie della popolazione, la costruzione di case per operai, il mercato, il carcere, il cimitero e la casa concistoriale. Allo stesso modo si innalzarono case di beneficenza e si miglioro l'illuminazione delle strade. Fu allora che Utrera sperimentò un nuovo miglioramento che si consacrò con il conseguimento della considerazione di città nel 1877, durante il regno di Alfonso XII.
Anche la vita politica e sociale degli abitanti fu il riflesso dei movimenti avvenuti in questo campo durante il XIX secolo. Ebbero luogo, come nel resto del territorio nazionale, la forte opposizione tra conservatori e progressisti, le lotte dispotiche, le elezioni truccate, i giornali satirico-politici, le proteste e gli scioperi.
La Guerra civile spagnola seminò la città di sofferenza e fame. Il postguerra fu segnato da forti tensioni sociali. In gran parte, queste tensioni furono frutto delle caratteristiche proprie dell'economia di Utrera, principalmente agricola e con poche possibilità di industrializzazione a breve termine.
La storia di Utrera durante il resto del XX secolo è segnata dalla grande inondazione del 1962, causata dallo straripamento del ruscello Calzas Anchas. Sono avvenimenti da segnalare anche la consolidazione di Utrera, nel 1963, come primo produttore di cotone a livello nazionale e l'Incoronazione canonica della patrona, la Vergine della Consolazione, nel maggio del 1964.

## Monumenti e luoghi d'interesse

### Architetture religiose
- Chiesa di San Giacomo il Maggiore (XV secolo), dotata di navate tardogotiche, presbiterio in stile rinascimentale e cripta.[1]
- Chiesa di Santa Maria de la Mesa (XV secolo), in stile gotico, introdotta da una facciata nella quale si aprono portali Seicenteschi contenenti statue di Berreguete. Internamente, oltre alle sepolture dei duchi di Arcos (XVI secolo), conserva un coro in stile plateresco.[1]
- Santuario di Nostra Signora della Consolazione (XVI-XVII secolo), introdotta da una facciata progettata da Berruguete.[1]

### Siti archeologici
- Resti di mura e di torri[1]